# 加拿大奇妙樂園
加拿大奇妙樂園是加拿大安大略省旺市的一個遊樂園，位於大多倫多地區內，佔地330英畝（130公頃）。該園於1981年開幕，是加拿大首個大型專題公園，至今仍為全國最大。
該園每年通常從4月底或5月初開放至勞動節（9月首個週一），其後再開放至翌年1月初。

## 流行文化
劇集The Littlest Hobo曾在此取景。該集於1982年3月4日播出。

## 外部連結
- 官方网站
- 加拿大奇妙樂園在雲霄飛車資料庫上的頁面